# Autopilot Off
Autopilot Off sono un gruppo musicale pop punk statunitense band della contea di Orange (New York),composta da Chris Hughes (Chitarra), Chris Johnson (chitarra/vocals), Phil Robinson (Batteria) e Rob Kucharek (basso).

## Storia
Autopilot Off si formarono nel 1996 con il nome di Cooter. Guadagnarono lentamente popolarità con dei live Show dividendo il palco con altre popolari band come i MxPx, H2O e Sum 41. Registrarono il loro primo Full-Lentgh Looking Up. Firmarono un contratto con una Major, la Island Records (che ha sotto contratto band importanti come i Sum 41). Dopodiché pubblicarono il loro EP omonimo nella primavera del 2002.

Nel 2004, dopo aver cambiato nome in Autopilot Off, uscì il loro album più famoso, Make a Sound, che include il singolo "What I Want", scritto insieme a Tim Armstrong dei Rancid.

Il 26 agosto del 2005, la band decise di darsi una pausa indefinita. A questo proposito scrissero il seguente comunicato sul loro sito web:
Da quel giorno, Chris Hughes firmò per la record label Broken English con John Naclerio.

## Curiosità
Un brano della band, Clockwork, fu usato nella colonna sonora di SSX 3, noto gioco di snowboard.
La cosa strana è che il brano originale era praticamente privo di ritornello, e l'aggiunta del rit. arrivò solo con la versione uscita in contemporanea col videogioco in quanto contenuta in esso.

La traccia Make A Sound, dell'omonimo album, fu usata nella colonna sonora del gioco Burnout 3: Takedown.

## Discografia

### Album in studio
- 1999 - Looking Up
- 2004 - Make a Sound

### Singoli ed EP
- 1997 - All Bets Off/As Cooter
- 2002 - Autopilot Off
- 2003 - Regenerator EP

### Apparizioni in compilation
- 2001 - Warped Tour 2001 Tour Compilation
- 2002 - Warped Tour 2002 Tour Compilation
- 2004 - Rock Against Bush, Vol. 2